# サヴォイア・マルケッティ S.55

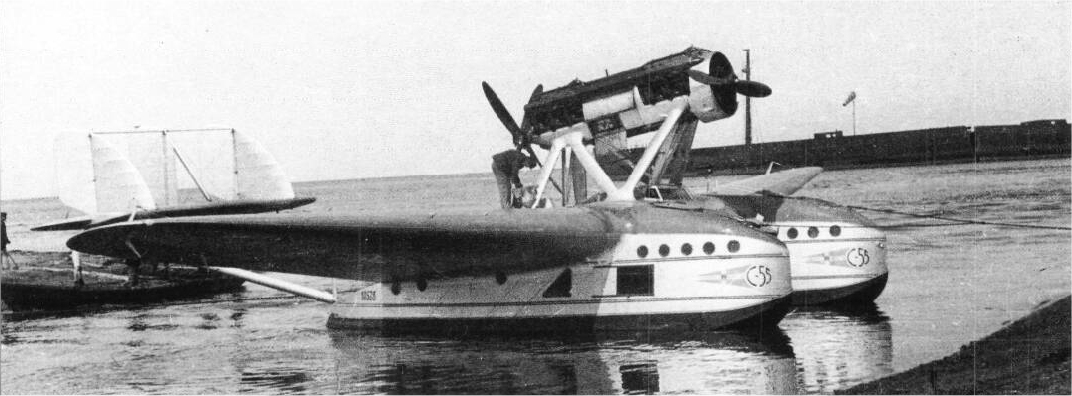
S.55P

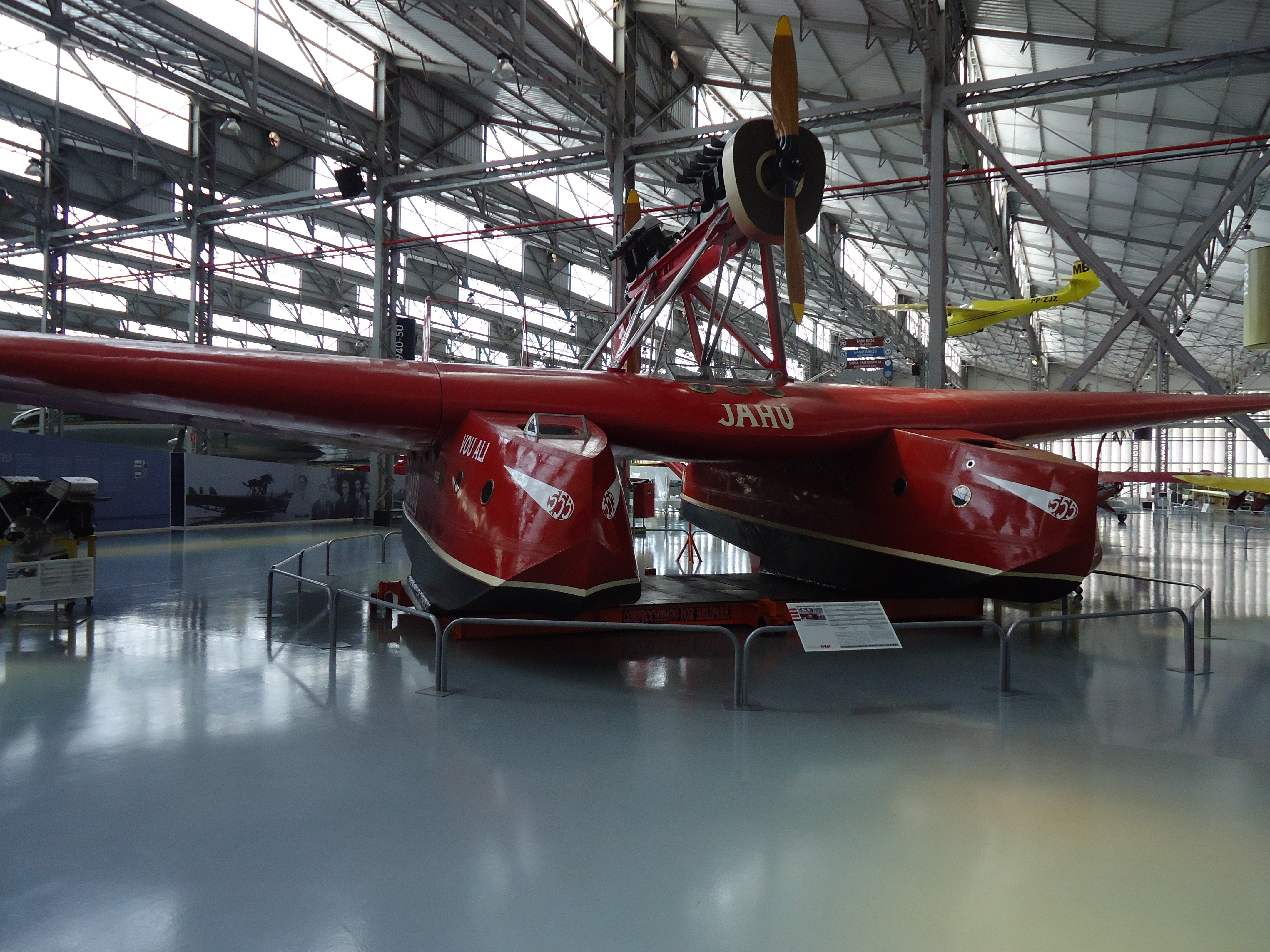
博物館のS.55P

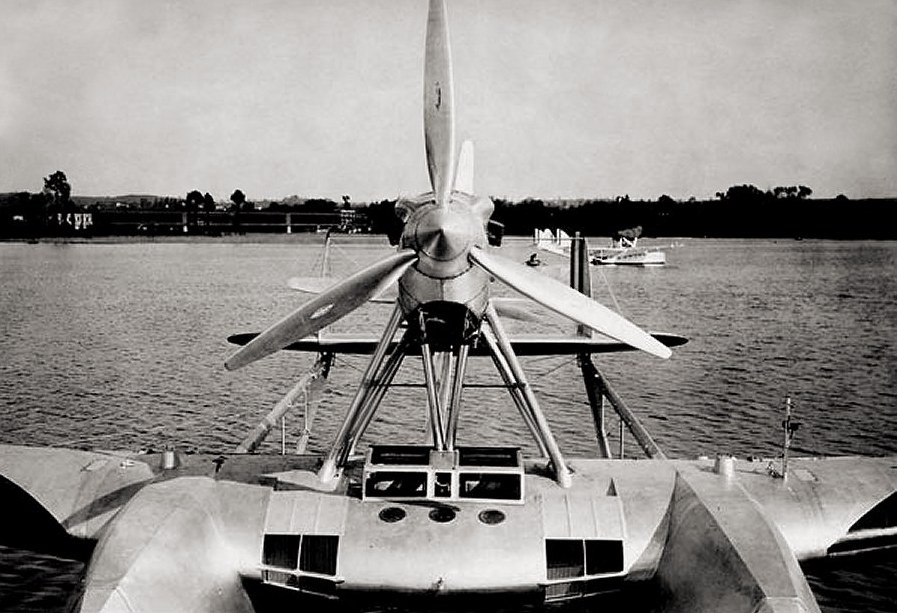
操縦席は翼の中央部にある

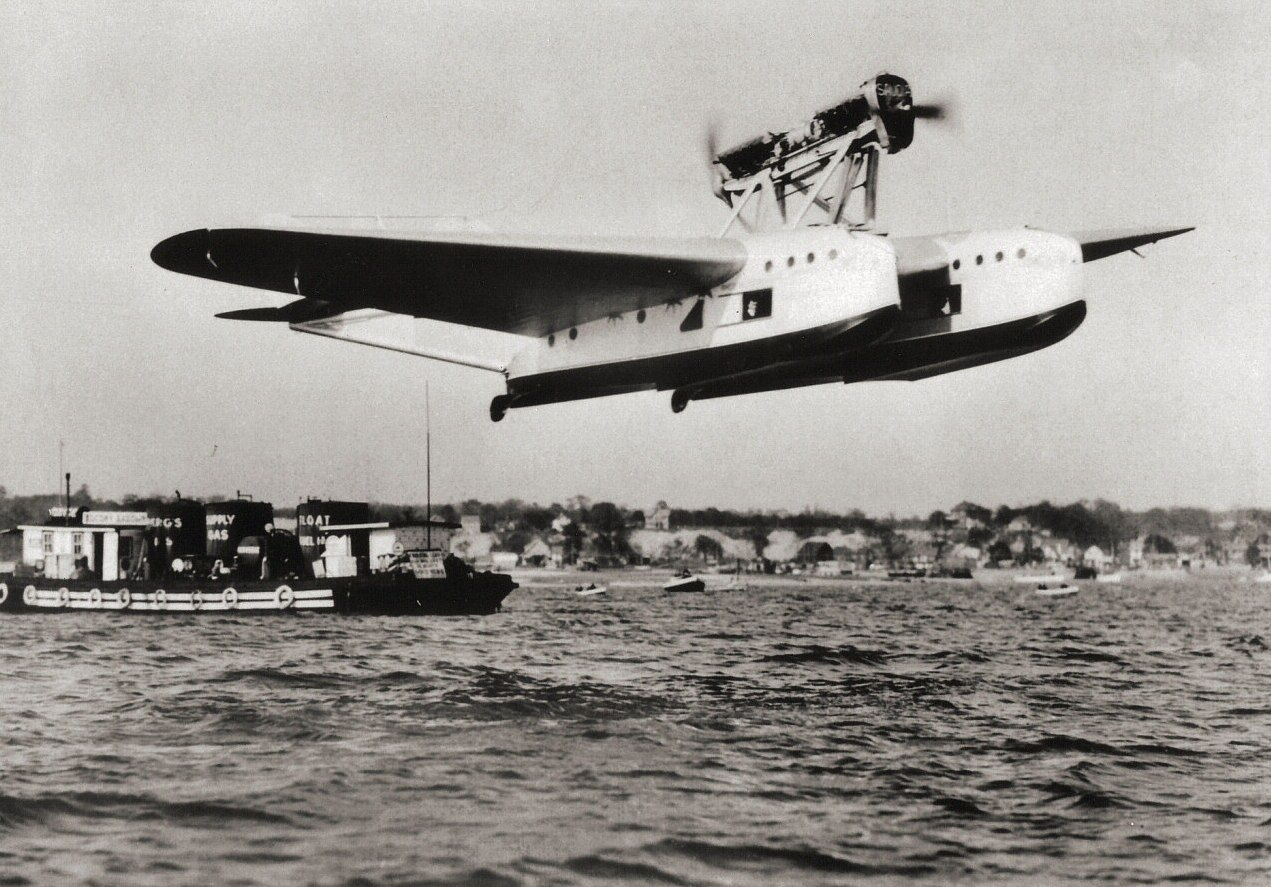
離水するS.55

サボイア・マルケッティ S.55は、イタリアのサボイア・マルケッティで開発された双胴の飛行艇である。1924年に完成し、1926年までに170機が生産された。

## 概要
独特なレイアウトを持った機体で、乗客や貨物は双胴の艇体に収納され、操縦席は艇体の間の厚い主翼内に置かれた。双発のエンジンは主翼の上部にエンジン架を組んで前後に配置するプッシュプル方式が採用された。2枚の垂直安定板と中央に方向舵が艇体から梁で支えられている。軍用型では、魚雷などの投下兵装は艇体の間の主翼下に搭載され、機銃は艇体に装備されていた。
1927年2月13日-6月16日にかけて、フランチェスコ・デ・ピネードとカルロ・デル・プレーテの乗ったサンタ・マリア号はセネガルのダカールから大西洋を越えて南北アメリカ大陸の飛行を行った。1933年にはイタリア空軍大臣イタロ・バルボに率いられた24機の編隊でイタリアのオルベテッロからアメリカ合衆国のシカゴまでの飛行を行ったことで知られる。

## 機体性能（S.55X）

### 仕様
- 乗員：5-6名
- 全長：16.75m（55ft 0in）
- 翼巾：24.00m（74ft 9in）
- 全高：5.00m（16ft 5in）
- 翼面積：93.0m2（1,001ft2）
- 機体重量：5,750kg（12,677lb）
- 最大離陸重量：8,260kg（18,210lb）
- 動力：2x Isotta-Fraschini Asso 750V, 各656kW（880hp）

### 性能
- 最大速度：279km/h（173mph）
- 航続距離：3,500km（2,175miles）
- 最高到達高度：5,000m（16,405ft）

### 武装
- 4x7.7mm機銃
- 1x魚雷または2,000kg（4,400lb）爆弾

## 登場作品

### 映画
『紅の豚』
主人公、ポルコ・ロッソとカーチスが勝負をしているとの情報を聞きつけ、出動したイタリア空軍の機体として登場する。